# Bahnhöfe in Oberursel

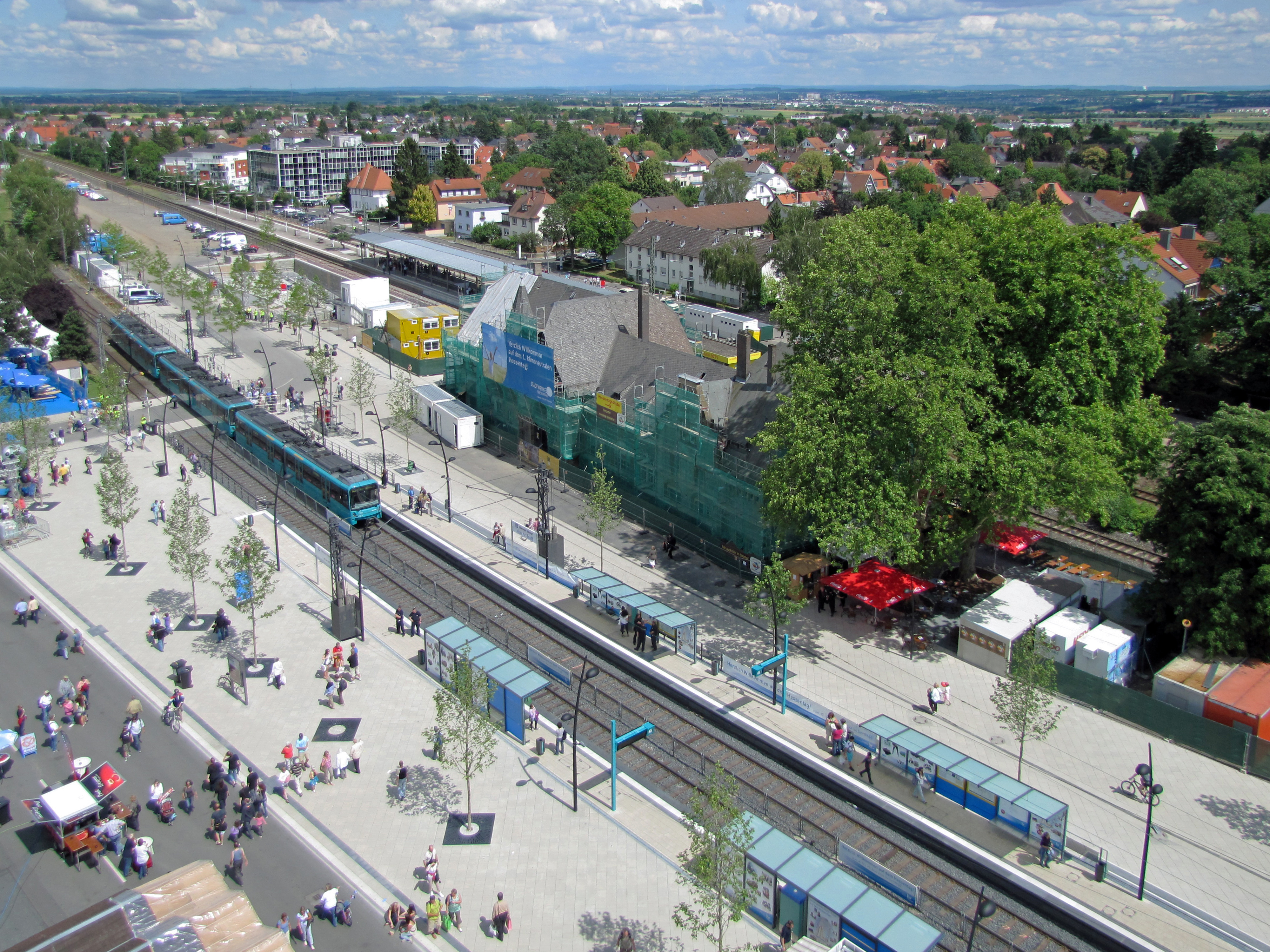
Oberursel (Taunus): Bussteig, U-Bahn-Station, Empfangsgebäude und Bahnhof (v. l. n. r.)

In der Stadt Oberursel (Taunus) gibt es drei Stationen an Strecken der Deutschen Bahn und elf oberirdische U-Bahn-Stationen. Der Bahnhof der Kernstadt sowie die Bahnhöfe der Stadtteile Stierstadt und Weißkirchen liegen an der gleichen Bahnstrecke. Oberstedten ist der einzige Stadtteil ohne Anschluss an den Schienenverkehr, Bommersheim besitzt eine U-Bahn-Station.

## Oberursel
Am östlichen Rand der Kernstadt an der Homburger Bahn liegt der Bahnhof Oberursel (Taunus). Er wird von RB-, S- und U-Bahn-Zügen bedient.

## Stierstadt

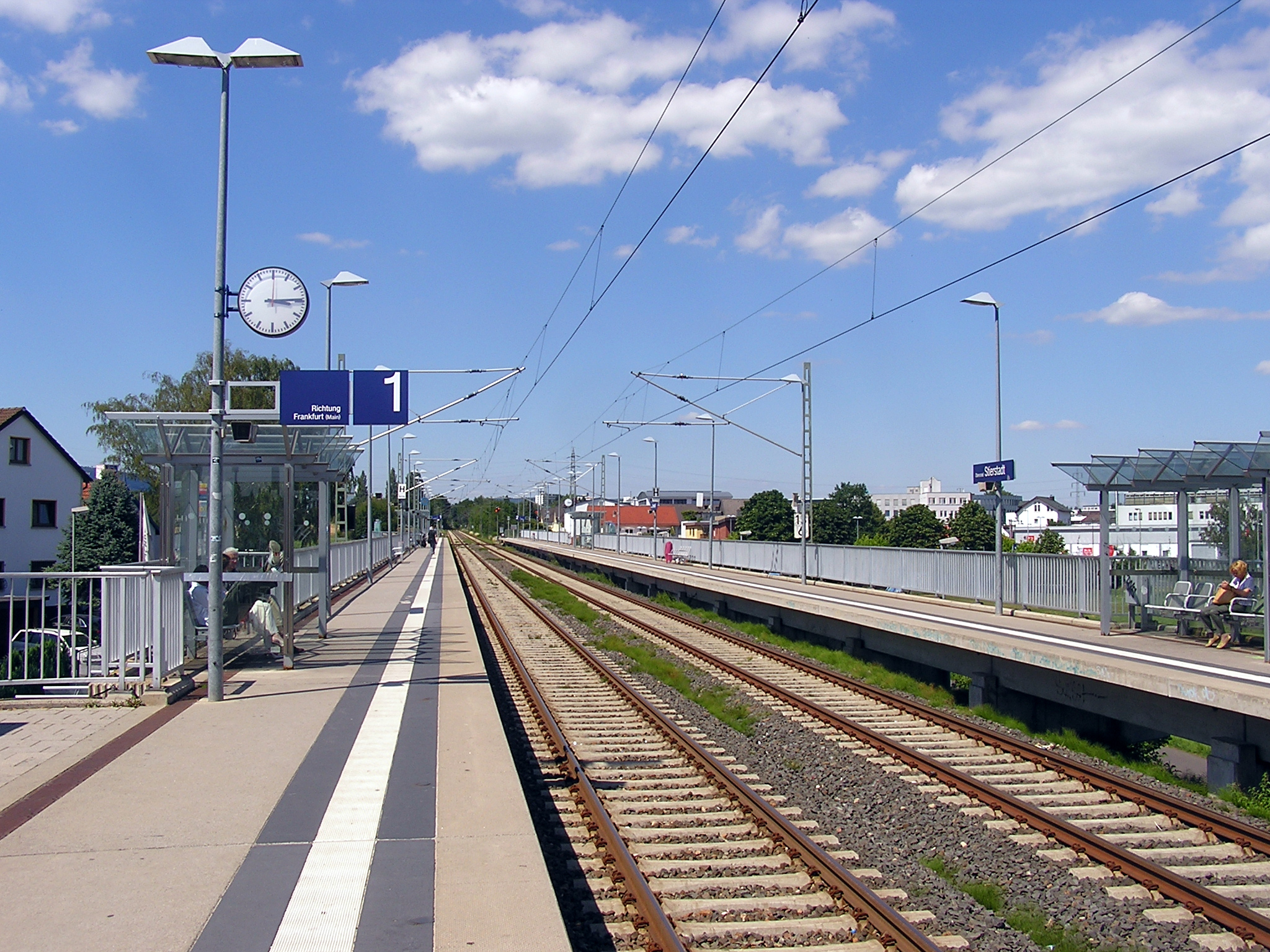
Haltepunkt Oberursel-Stierstadt

Stierstadt bekam seinen Anschluss an den Schienenverkehr erst als letzter Stadtteil (ausgenommen Oberstedten). 1998 wurde am Bahndamm der Homburger Bahn, der den Stadtteil im östlichen Teil durchschneidet, ein Haltepunkt mit dem Namen Oberursel-Stierstadt (Abkürzung: FOUS) errichtet. Die 210 Meter langen und 96 Zentimetern hohen Seitenbahnsteige ermöglichen einen barrierefreien Einstieg in die Triebwagen der S-Bahn. Sie sind mit Treppen und je einer Rampe erreichbar. Neben der vorhandenen Brücke am Nordende wurde am Südende ein Bachdurchlass als Fußgängerunterführung hergerichtet und im Herbst 2007 künstlerisch gestaltet. Da der Haltepunkt kurz vor den Einfahrsignalen von Oberursel und Weißkirchen/Steinbach liegt, wurde an jedem Bahnsteigende ein Vorsignalwiederholer aufgestellt.
Die S-Bahn-Linie S5 hält hier in der Hauptverkehrszeit alle Viertelstunde; der Haltepunkt ist in die Preisklasse 5 eingeordnet. Die Züge der Linie RB 15 halten nicht.
| Linie | Verlauf | Takt                                               |
| ----- | --- | -------------------------------------------------- |
| S5    | Friedrichsdorf (Taunus) – Seulberg – Bad Homburg – Oberursel (Taunus) – Oberursel-Stierstadt – Oberursel-Weißkirchen/Steinbach – Frankfurt-Rödelheim – Frankfurt (Main) West – Frankfurt am Main Messe – Frankfurt (Main) Galluswarte – Frankfurt (Main) Hbf tief – Frankfurt (Main) Taunusanlage – Frankfurt (Main) Hauptwache – Frankfurt (Main) Konstablerwache – Frankfurt (Main) Ostendstraße – Frankfurt (Main) Lokalbahnhof – Frankfurt (Main) Süd | 30 min 15 min (Bad Homburg–Frankfurt Süd werktags) |

## Weißkirchen/Steinbach

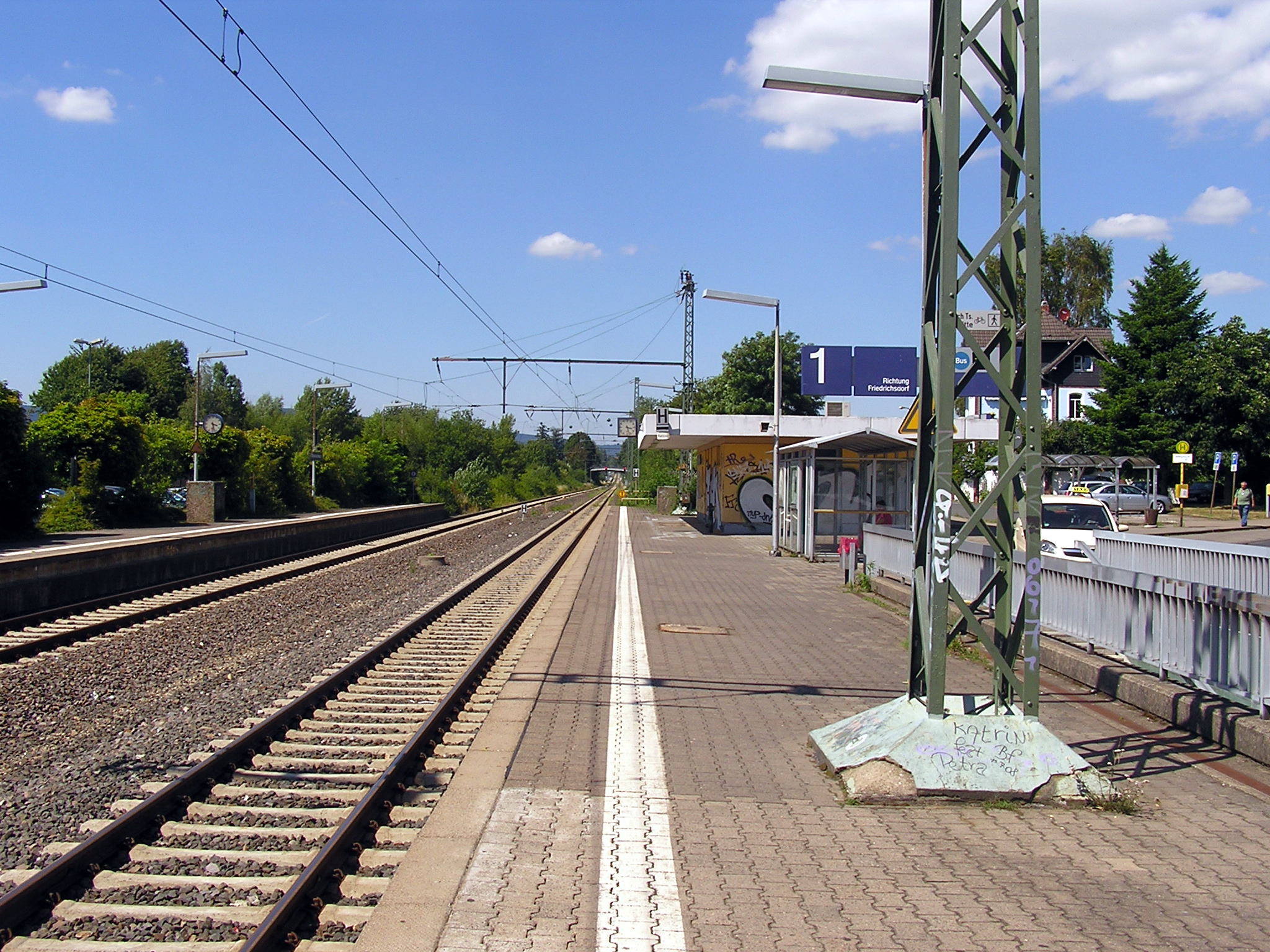
Blick von der Mitte aus, rechts das Stellwerksgebäude

Direkt auf der Grenze der Städte Steinbach und Oberursel liegt der Bahnhof Oberursel-Weißkirchen/Steinbach (Abkürzung: FWN), ehemals Weißkirchen (Taunus). Es handelt sich um einen einfachen Bahnhof mit einem Gleiswechsel, der bei Streckenkilometer 12,3 auf 167,1 m ü. NN liegt. Über den Bahnhof führt die Kurmainzer Straße (L 3006), die früher an Schrankenposten 9 die Bahnstrecke niveaugleich kreuzte. Für Fußgänger wurde eine Unterführung angelegt; außerdem führen Treppenaufgänge zur Straßenüberführung. Das Empfangsgebäude wurde mit dem Brückenbau in den 1970er Jahren abgerissen. Die beiden Bahnsteige, die 76 Zentimeter hoch und 210 Meter lang sind, sind als Außenbahnsteige ausgeführt; vor dem S-Bahn-Betrieb gab es zwischen den Gleisen einen Inselbahnsteig, was noch heute am größeren Gleisabstand im Bahnhofsbereich erkennbar ist.
Weiterhin war der Bahnhof mit Formsignalen ausgestattet und wurde 1977 an das Bad Homburger Zentralstellwerk angeschlossen, was die Aufstellung der heutigen H/V-Lichtsignale mit sich brachte. Im Bahnhofsgebäude befindet sich ein kleines Relaisstellwerk, das jedoch überwiegend von Bad Homburg aus ferngestellt wird. Signaltechnische Besonderheit sind die selten verbauten Gegengleisfahrt-Ersatzsignale.
Bedient wird der Bahnhof in der Hauptverkehrszeit viertelstündlich von der S5. Die Züge der Linie RB 15 fahren wie in Stierstadt durch – hier allerdings mit der Streckengeschwindigkeit 120 Kilometer pro Stunde. Er ist in die Preisklasse 5 eingeordnet.
| Linie | Verlauf | Takt                                               |
| ----- | --- | -------------------------------------------------- |
| S5    | Friedrichsdorf (Taunus) – Seulberg – Bad Homburg – Oberursel (Taunus) – Oberursel-Stierstadt – Oberursel-Weißkirchen/Steinbach – Frankfurt-Rödelheim – Frankfurt (Main) West – Frankfurt am Main Messe – Frankfurt (Main) Galluswarte – Frankfurt (Main) Hbf tief – Frankfurt (Main) Taunusanlage – Frankfurt (Main) Hauptwache – Frankfurt (Main) Konstablerwache – Frankfurt (Main) Ostendstraße – Frankfurt (Main) Lokalbahnhof – Frankfurt (Main) Süd | 30 min 15 min (Bad Homburg–Frankfurt Süd werktags) |

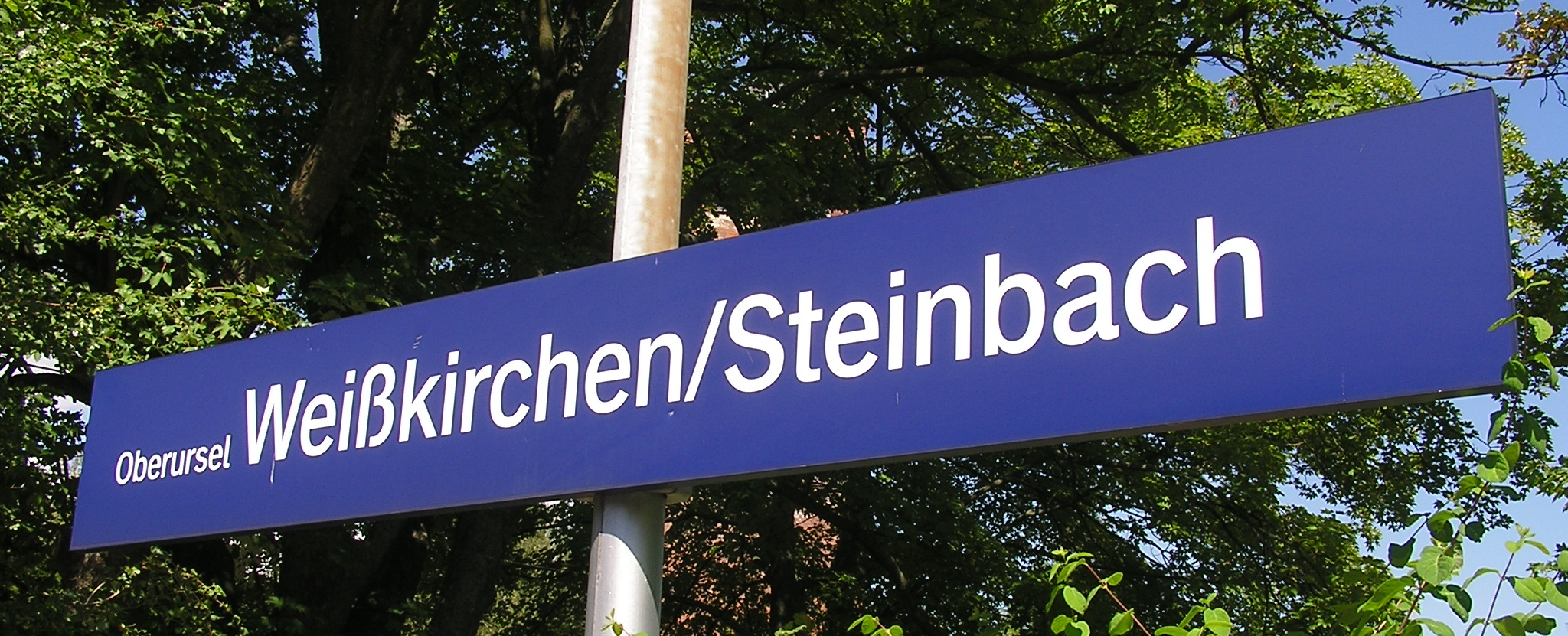
Bahnhofsschild

Die Lage wurde dem Bahnhof mehrfach zum Verhängnis, denn er wurde schon zur Erbauungszeit auf der Grenze zwischen dem Großherzogtum Hessen und dem Herzogtum Nassau, heute Grenze zwischen Oberursel und Steinbach, errichtet und ist etwa gleich weit von den Ortskernen von Stierstadt, Weißkirchen und Steinbach entfernt. Das Empfangsgebäude stand genau auf der Grenze zwischen Stierstadt, Weißkirchen (beide heute Stadtteile von Oberursel) und Steinbach. Warum der Bahnhof den Namen Weißkirchen (Taunus) erhielt, ist nicht bekannt; das Dorf Steinbach war damals hessisch, während Stierstadt und Weißkirchen zu Nassau gehörten, das sich offenbar bei der Namensgebung durchsetzte. Dieses kleine Kuriosum fand Eingang in die hessische Literatur mit dem Gedicht Salomonisches Urteil von Friedrich Stoltze, in dem vorgeschlagen wird, wie und von wem der nach dem Griff in die Bahnhofskasse ertappte Dieb bestraft werden solle. Das Kuriosum wirkt bis ins späte 20. Jahrhundert fort. Es sind überwiegend Bürger Steinbachs, die den Bahnhof nutzen, der zudem größtenteils auf Steinbacher Gemarkung liegt – der restliche (nördliche) Teil liegt auf Stierstadter Gemarkung, die Weißkirchener Gemarkung endet im südlichen Teil unmittelbar östlich neben dem Bahnhof. Dem wollte die Deutsche Bahn Anfang der 1980er Rechnung tragen und den Bahnhof in Steinbach (Taunus) umbenennen. Den Steinbachern schien das logisch, aber in Weißkirchen – längst nach Oberursel eingemeindet – brach ein Sturm der Entrüstung los. Es wurde mit der Anrufung des Verwaltungsgerichts gedroht. Daher heißt der S-Bahn-Haltepunkt heute Oberursel-Weißkirchen/Steinbach.

## U-Bahn-Stationen

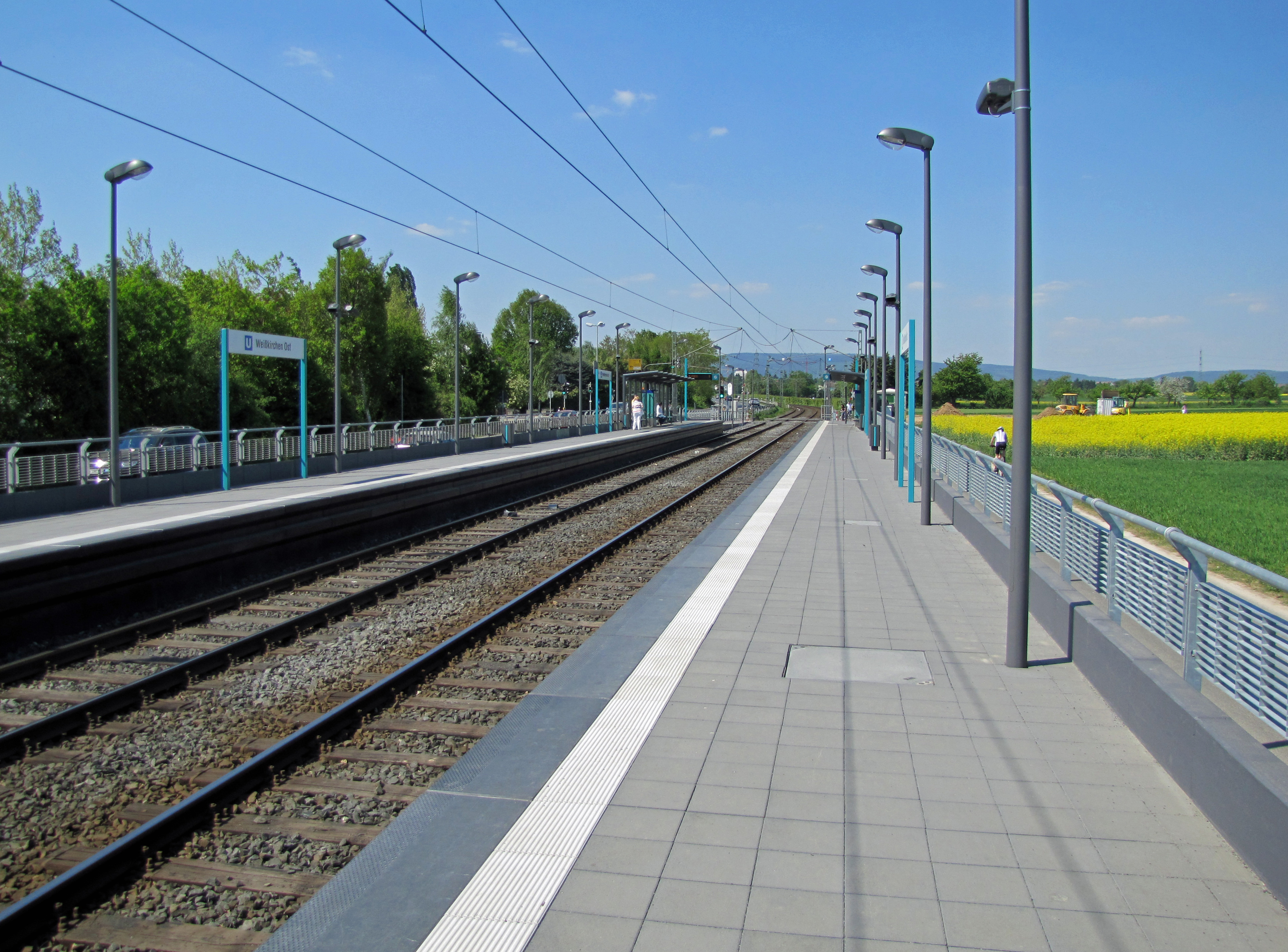
U-Bahn-Station Weißkirchen Ost

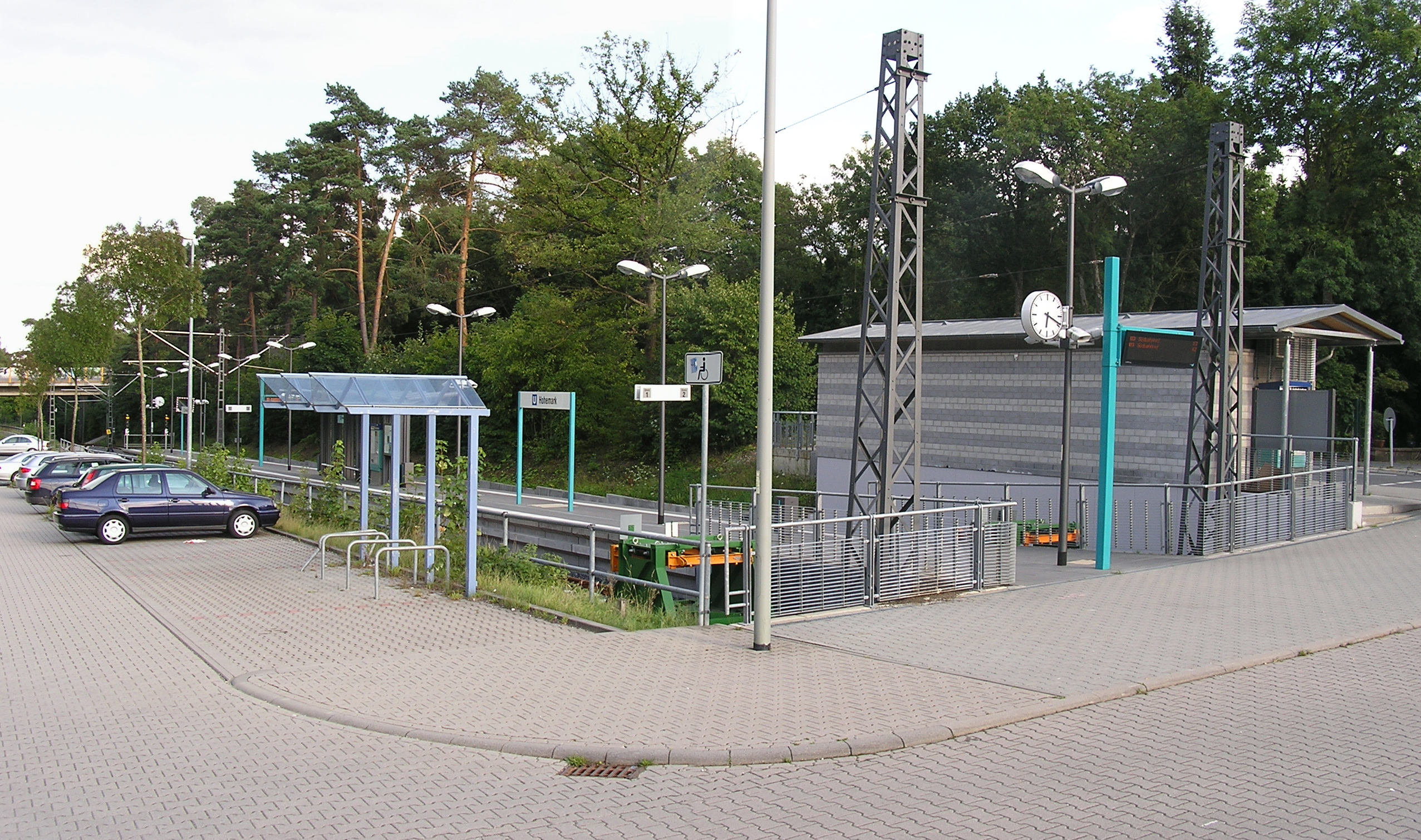
U-Bahn-Endstation Hohemark

Die früher als Gebirgsbahn bezeichnete Bahnstrecke Oberursel–Hohenmark und deren spätere Verlängerung Heddernheim–Oberursel, heutige U-Bahn-Linie U3, verläuft von Südost kommend nach Nordwest quer durch das Oberurseler Stadtgebiet. Die Besiedlung erstreckt sich überwiegend im Tal des Urselbachs, durch das vom Bahnhof zur Hohemark auch die U-Bahn führt. Somit ergeben sich insgesamt elf Stationen im Stadtgebiet.
Die Stationen Weißkirchen Ost und Bommersheim liegen in den jeweiligen Ortsteilen. Nach der Station Oberursel Bahnhof liegen alle Stationen in der Kernstadt. Oberursel Stadtmitte, ehemals Liebfrauenstraße, ist die erste Station nach dem Bahnhof. Nach Oberursel Altstadt (vor Umbau Portstraße, davor Chaussee) und Lahnstraße folgte früher die Station Motorenfabrik, die aufgelassen wurde. Die auf Glöcknerwiese folgende Station Kupferhammer, an der die U-Bahn-Strecke eingleisig wird und die Hohemarkstraße quert, wurde wie die Stationen Rosengärtchen, Waldlust und Hohemark ebenfalls barrierefrei ausgebaut. Alle anderen Stationen wurden bis zum Hessentag 2011 barrierefrei ausgebaut.